# Arqueologia social na América Latina
Arqueologia social na América Latina (ASAL) é uma escola de pensamento desenvolvida na América Latina nas décadas de 1970 e 1980, que se concentra na aplicação do materialismo histórico à interpretação do registro arqueológico. É uma corrente ortodoxa do marxismo, pois adere ao materialismo dialético.
Dentro da arqueologia social latino-americana, existem duas correntes principais. A primeira foi iniciada pelo arqueólogo peruano Luis G. Lumbreras e se inspira principalmente na obra de Vere Gordon Childe, e escreveu o livro seminal La Arqueología como Ciencia Social (1984). A maioria de seus artigos, e os de seus seguidores, apareceram na revista Gaceta Arqueológica Andina, uma revista sul-americana de arqueologia que circulou durante a década de 1990. Lumbreras foi reconhecido por criar uma nova perspectiva sobre a arqueologia com valiosas contribuições, não apenas no aspecto descritivo e analítico, mas também no plano teórico da definição da arqueologia peruana. Ele é um dos fundadores da Arqueologia Social da América Latina por suas contribuições para a coleta de dados e participação no desenvolvimento e integração da sociedade.
A outra corrente principal, inspirada no trabalho de Lumbreras, é composta por aqueles arqueólogos que são membros do Grupo Oaxtepec, entre eles: Luis F. Bate (Chile), I. Vargas Arenas (Venezuela), Mario Sanoja Obediente (Venezuela), Marcio Veloz Maggiolo. A maioria de seus trabalhos foi publicada pela revista Boletín de Antropología Americana, publicada pelo Instituto Panamericano de Geografía. Toda a produção desse grupo sobre teoria marxista e arqueologia foi sintetizada por Luis F. Bate, em seu livro El proceso de Investigación en Arqueología (1998).

## Arqueologia como ciência social
Arqueologia como ciência social é uma forma de estudar o passado do homem e das civilizações através do estudo de vestígios (materiais, restos etc.) deixados por eles. A arqueologia utiliza o método científico para investigar e interpretar os dados arqueológicos, que são os objetos materiais que testemunham a cultura e o modo de vida das diferentes sociedades humanas.
Em 1976, Luis G. Lumbreras publicou uma coletânea de alguns artigos sobre arqueologia peruana, complementada por cinco capítulos dedicados à teoria marxista e sua aplicabilidade à pesquisa arqueológica. A obra foi fortemente influenciada por Childe (1954), que defendia uma concepção unilinear de evolução cultural (Childe 1964). Após esse trabalho, Lumbreras publicou diversos artigos na Gaceta Arqueológica Andina. A maioria deles republicada no livro Arqueología y Sociedad.

## O sistema tricategorial
O sistema tricategorial é uma proposta dos arqueólogos do Grupo Oaxtepec para entender as "totalidades ou conjuntos sociais". Eles acrescentaram à distinção clássica entre Infraestrutura e Superestrutura a distinção entre Forma e Conteúdo (Bate 1998).
Eles propõem que a sociedade tem três níveis de existência: Cultura, Modo de Vida e Formação Socioeconômica (FSE). Esta última é o sistema de conteúdos essenciais da sociedade, ou seja, o vínculo dialético entre as forças produtivas, as relações de produção e alguma forma geral de ideologia e instituições.
A Cultura é o nível mais superficial da sociedade, que abrange os aspectos simbólicos e ideológicos.
O Modo de Vida é o nível intermediário, que abrange os aspectos materiais e comportamentais.
A Formação Socioeconômica é o nível mais profundo, que abrange os aspectos estruturais e dialéticos da sociedade, ou seja, o vínculo entre as forças produtivas, as relações de produção e a ideologia geral.

## Crítica
Os arqueólogos Augusto Oyuela-Caycedo, Armando Anaya e Carlos G. Elera reconhecem o mérito de Patterson por sua contribuição à Arqueologia Social na América Latina e por divulgar esse conhecimento para um público de língua inglesa, como um aspecto relevante do desenvolvimento da arqueologia como uma disciplina que tem sido negligenciada anteriormente. No entanto, eles apontam que seu artigo atribui uma importância desproporcional a um fenômeno que teve uma duração muito restrita.
A Arqueologia Social na América Latina emergiu como um reflexo direto das transformações políticas ocorridas nos governos do Chile, Peru e Venezuela. No final dos anos 60 e início dos anos 80, a ideologia marxista ganhou maior adesão e aceitação. Nesse contexto, houve um apoio a administrações socialistas, como a do chileno Salvador Allende, que propunham modelos alternativos de estado. No entanto, esse período foi interrompido por uma virada da esquerda para a extrema direita, que resultou no exílio de arqueólogos e intelectuais com posições sociais. Os "arqueólogos sociais" latino-americanos que se destacaram nessa época (Bate, Lumbreras, Vargas e Sanoja) faziam parte de uma geração ativista que tinha forte vínculo ou influência da ideologia política marxista. Esse ativismo expressava um “compromisso político revolucionário”. Nesse período de insurreição e mobilização social, havia uma forte rejeição aos Estados Unidos e outros países imperialistas por sua interferência na arqueologia latino-americana, o que levou a arqueologia social a se definir como uma "Arqueologia de Protesto".